# 中国体育博物馆
中国体育博物馆（又稱中國奧林匹克博物館）位于北京市朝阳区安定路甲3号，北京奥林匹克体育中心东门南侧，是中国第一座收藏、陈列和研究体育文物资料的专业博物馆。博物馆建成于1990年9月20日，为霍英东出资捐建。时任国际奥委会主席萨马兰奇参与了剪彩。博物馆建筑面积为7,100平方米，展出面积2,510平方米，馆藏4,700余件体育文物和5,000余体育文物图片。 然而这座设计使用年限100年的建筑，实际使用不到15年就出现了沉陷和断裂的问题，致使博物馆在2002年停止了对外开放。博物馆的重建工程至今没有着落。

## 建造

### 初建
1983年，国家体委决定筹建中国体育博物馆，作为1990年北京第11届亚运会奥林匹克体育中心的建设项目之一。1990年9月博物馆竣工。9月22日，北京亚运会开幕，同日博物馆正式投入使用。博物馆为二层建筑，平面呈八角形。1991年，中国体育博物馆荣获国优特别鲁班奖。

### 质量问题
2001年起，博物馆逐渐出现开裂、沉陷的问题。清华大学结构工程研究所对博物馆的建筑情况进行了鉴定，并在2001年12月12日完成了《中国体育博物馆房屋安全检测报告》，报告指出博物馆的地基有不均匀的沉降，其原因是建设时未使用设计方案规定的墙体砂浆，导致墙体强度不足。之后，国家体育总局邀请国家工业建筑诊断与改造工程技术研究中心重新对博物馆进行鉴定。2002年4月8日，国家工业建筑诊断与改造工程技术研究中心做出《中国体育博物馆结构检测鉴定报告》，报告中称“博物馆95％的墙体与80％的楼板裂缝贯通”，其原因是墙体建材强度不够，从而在温度影响下变形，致使受力不匀，出现沉降。 报告首次指出，该建筑的设计就有不合理之处。报告认为，考虑到加固施工的难度和维修的成本，建议对博物馆进行拆除。2005年中国体育博物馆文物部主任于学岭在北京数字化博物馆研讨会数字奥运博物馆分论坛上透露，博物馆85%以上的墙体和楼板裂缝贯通，承重钢梁断裂，已成为危房。媒体记者对当时参与建设的各方进行了采访，但各方均表示对此没有责任。颁发鲁班奖的机关表示，为中国体育博物馆颁发鲁班奖是为了显示对重点建设项目的支持，所以当时的技术检查较其他获奖建筑宽松一些；由于两次合并，他们除了一份鲁班奖的获奖名单，别无其他资料。讽刺的是，该建筑的设计使用年限是100年，而实际未到15年时便出现如此严重的建筑质量问题。

### 重建
2005年10月，媒体报道，国家体育总局已经与崇文区人民政府签约，崇文区无偿提供龙潭湖游泳场处约一万平方米的土地供国家体育总局建设中国体育博物馆新馆。中国体育博物馆副馆长高希生表示原本设计了三套重建方案：龙潭湖体育产业园、奥林匹克公园、原址。初步规划2007年竣工，2008年7月对外开放，建筑面积两万平方米，设10个常展厅和3个临时展厅。 2009年11月，媒体报道中国体育博物馆的新馆建设一直在搁置中，中国体育博物馆馆长孙大光在北京国际体育收藏论坛上表示在龙潭湖重建的方案已经没有可能，在奥林匹克公园内建设也“难度极大”，博物馆面临着选址的困难。孙大光还表示，一旦选址完成将努力在2010年年内开工。但是，中国体育博物馆仍然未能如期开工。2014年3月11日，国家体育总局召开中国体育博物馆新馆规划设计论证会。

## 展陈
博物馆有一个中央大厅和中国古代体育、中国近代体育、新中国体育成就、奥运争光四个展厅。博物馆出现建筑质量问题之后，2002年博物馆停止了对外展览，工作人员也搬出了博物馆，博物馆中仅保留了文物。当初在龙潭湖重建的方案中，规划建设中国古代体育厅、中国近代体育厅、新中国体育厅、民族体育厅、奥林匹克与中国厅、体育集邮厅、体育艺术厅、武术厅、中国优势项目厅、体育纪录厅共十个常设展览厅 ，另建三个临时展厅，一个5,000平方米的群众参与厅。方案提出要建设“动感体育”的数字化体育博物馆。 然而由于博物馆重建一直未能动工，规划也未能落实。

## 管理机构
国家体育总局体育文化发展中心（挂有“︁中国体育博物馆”︁牌子），为国家体育总局直属事业单位，办公地点位于北京市丰台区芳城路方庄体育公园北门东侧。